# 埃斯库贝斯
埃斯库贝斯（法語：Escoubès，法語發音：[ɛskubɛs]）是法国比利牛斯-大西洋省的一个市镇，属于波城区。

## 地理
埃斯库贝斯（43°25'3"N, 0°14'40"W）面积6.44 平方千米，位于法国新阿基坦大区大西洋比利牛斯省，该省份为法国东南部省份，涵盖了贝阿恩与北巴斯克，西临大西洋比斯開灣，北至朗德省，东北接热尔省，东临上比利牛斯省，南与西班牙接壤。
与埃斯库贝斯接壤的市镇（或旧市镇、城区）包括：巴兰克、科斯莱达-吕布-博阿斯特、莫纳叙-欧迪拉克、里于佩鲁斯、塞维尼亚克。

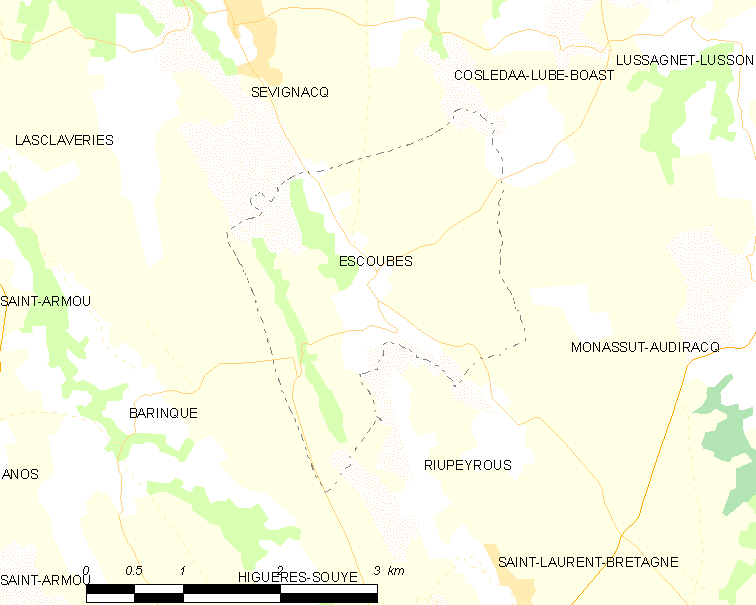
埃斯库贝斯的OSM定位图

埃斯库贝斯的时区为UTC+01:00、UTC+02:00（夏令时）。

## 行政
埃斯库贝斯的邮政编码为64160，INSEE市镇编码为64208。

## 政治
埃斯库贝斯所属的省级选区为莫尔拉斯与蒙塔内雷斯地区县。

## 人口

1962-2008年间埃斯库贝斯人口变化图示

埃斯库贝斯于2022年1月1日时的人口数量为424人。